# Почесуха овец

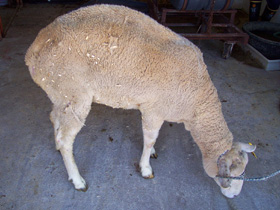
Нарушение осанки и походки у овцы, больной скрепи

Почесу́ха овец (скрепи или скрейпи; от англ. scrapie ← scrape «скрести»; лат. chesmusovium) — нейрологическое инфекционное заболевание, прионная инфекция овец и коз, внешне проявляющаяся тем, что животное начинает часто чесаться, за что и получила своё второе название.
Медленно развивающаяся болезнь мелкого рогатого скота, наиболее часто поражающая овец и коз, проявляющаяся признаками поражения центральной нервной системы и истощения.

## История
Впервые скрепи описана в 1732 году, наиболее распространено это заболевание в Европе, Южной Африке, Индии, Канаде и США. Болезнь заразна, инкубационный период в среднем составляет от 1 до 4 лет, однако в отдельных случаях он может длиться до 7 лет. От проявления первых симптомов до гибели животных проходит, как правило, несколько недель. В ходе экспериментального заражения подопытных животных было установлено, что минимальный инкубационный период может составлять от полугода до девяти месяцев.

## Распространённость
Болезнь распространена повсеместно, кроме Австралии и Новой Зеландии.

## История возникновения болезни
Скрепи как неврологическое заболевание овец впервые было описано в Англии, Франции и Германии в 1732 году. Поскольку в XVIII веке для Англии шерсть была важным коммерческим продуктом, производство которого имело заметное значение для экономики страны, обнаружение почесухи было признано национальной угрозой и в 1755 году решением этой проблемы занялись правительство и парламент, а выработка мер борьбы с распространением почесухи заняла несколько лет. Точного места и времени первого возникновения заболевания не установлено, однако существуют предположения, что она встречалась в Европе и ранее XVIII-го века.
В XVIII-м и начале XIX века заболевание получило быстрое распространение в результате инбридинга, который широко практиковался для улучшения качества шерсти. После прекращения этой практики волна распространения почесухи пошла на спад, однако полностью справиться с болезнью не удалось.
В Соединённых Штатах первый случай почесухи был зафиксирован в 1947 году в стаде, проживающем в Мичигане. Как выяснилось позже, владелец этого стада импортировал овец британского происхождения, что было строго запрещено. Ввоз животных осуществлялся полулегальным образом через Канаду.
На протяжении 1940-х и 1950-х годов активное развитие ветеринарии дало возможность получить больше информации о поведении возбудителя болезни, в том числе было определено, что инфекционный агент (прион) выжил от дозы ионизирующего излучения, которая несовместима с биологической целостностью нуклеиновой кислоты. В результате этого опыта было установлено, что вызывающий заболевание агент может состоять исключительно из белка.

## Симптоматика и течение болезни
Симптомы почесухи — повышенная возбудимость, сильный хронический кожный зуд, дрожь, параличи, истощение. Животные в результате заражения, как правило, гибнут. Скрепи овец и коз является аналогом коровьего бешенства.
Проявление симптомов скрепи нарастает медленно, в течение нескольких месяцев. Первым признаком является начинающаяся шаткость походки у животного, затем в районе поясницы и задних конечностей появляются потёртости на шерсти и расчёсы, становятся заметны нарушения работы опорно-двигательного аппарата, на последней стадии развития заболевания животное страдает от непрестанного зуда.
Известна также под названиями «рысистая болезнь», «овечья трясучка», «дрожание баранов».
Возбудителем этого заболевания является агент почесухи, который сейчас относят к прионам. Болезнь вызывается дегенеративными изменениями в ЦНС, происходящими в случае заражения. Вследствие происходящих патологических изменений, вызывающих всё более нарастающий зуд, животные трутся о предметы, деревья, кусают поражённые участки кожи в попытках унять его. Это приводит к потере шерсти и повреждениям кожи, травмированные участки кожи покрываются гноящимися эрозиями и царапинами. На последних стадиях развития заболевания симптоматика дополняется тремором головы, губ и конечностей, непроизвольным скрежетом зубов. Наряду с признаками возбуждения у отдельных животных отмечают угнетение, сонливость, появление нарастающих параличей, атаксии и признаков истощения, что также является следствием нарушения работы ЦНС. На последней стадии развития заболевания происходят сильнейшие нарушения координации движений, отказ от корма, ступор и паралич, что приводит к смерти животного.
Замечено, что у коз признаки этого заболевания выражены слабее, чем у овец.

## Профилактика и лечение
Лечения нет.
Профилактика возможна путём недопущения контакта заражённых и здоровых животных. При появлении случаев заражения почесухой в хозяйстве любой страны проводят жёсткую выбраковку с последующим убоем всех больных и подозреваемых в заболевании животных. При этом мясо таких животных запрещено использовать в пищу.
В США после гистологического исследования, в ходе которого подтверждается заражение почесухой хотя бы одного животного в стаде, принято наложение карантина на хозяйство, в котором обнаружено больное животное, и убой всех животных в стаде, где находилось заражённое животное. В России стада, где обнаруживают почесуху, также уничтожаются целиком.